# Air Satellite

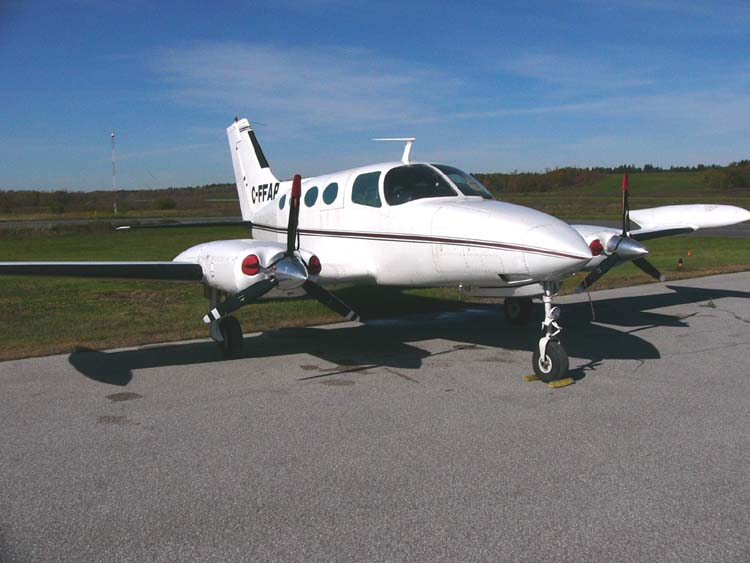
Cessna 402 авіакомпанії Air Satellite

Air Satellite — канадська авіакомпанія місцевого значення зі штаб-квартирою в місті Бе-Комо (Квебек).
Компанія виконує регулярні, чартерні та вантажні перевезення, постачання авіаційного палива, виконання наземних сервісних послуг і технічного обслуговування літаків. Портом приписки і головним хабом авіакомпанії є Аеропорт Бе-Комо.

## Історія
Авіакомпанія Air Satellite була заснована на початку 1968 року і початку виконання рейсів в травні того ж року. Спочатку компанія створювалася Жаном Фурньє і Ріелом Поліном як льотної школи для підготовки пілотів повітряних суден. Надалі Air Satellite придбала кілька невеликих місцевих перевізників і почала виконувати комерційні рейси з перевезення пасажирів і вантажів.
Станом на початок 2010 році Air Satellte повністю належить Гастону Жану Фурньє, постійний штат перевізника складається з тридцяти чоловік.

## Флот
Станом на серпень 2007 року повітряний флот авіакомпанії Air Satellite становили такі літаки:
- Raytheon Beech King Air 100 — 2 одиниці;
- Cessna 402 — 3 одиниці;
- Cessna 310 — 1 одиниця.